# Oxidercia nigrirena
Oxidercia nigrirena är en fjärilsart som beskrevs av George Francis Hampson 1924. Oxidercia nigrirena ingår i släktet Oxidercia och familjen nattflyn. Inga underarter finns listade i Catalogue of Life.